# Letinská lípa
Letinská lípa je památný strom u Lázní Letiny nedaleko obce Letiny. Lípa malolistá (Tilia cordata) rostoucí u silnice má obvod kmene 568 cm a dosahuje do výšky 26 m (měření 1999). Chráněna od roku 1999 pro svůj vzrůst, kulturní význam a estetickou hodnotu.